# 1997 SD1
1997 SD1 är en asteroid i huvudbältet som upptäcktes den 19 september 1997 av Beijing Schmidt CCD Asteroid Program vid Xinglong-observatoriet.
Asteroiden har en diameter på ungefär 9 kilometer och den tillhör asteroidgruppen Adeona.